# Mistrovství Evropy v házené žen 2020
Mistrovství Evropy v házené žen 2020 představovalo 14. ročník ženského evropského šampionátu v házené, který probíhal mezi 3. listopadem až 20. prosincem 2020 v dánských městech Herning a Kolding. Norsko ze spolupořadatelství odstoupilo v listopadu 2020 kvůli koronavirové pandemii. V Dánsku se turnaj konal bez diváků za přísných proticovidových opatření, s omezenou účastí až 500 osob v hale na zápas. Do soutěže organizované Evropskou házenkářskou federací vstoupilo šestnáct reprezentačních týmů ve čtyřech základních skupinách.
Dánsko získalo pořadatelství šampionátu počtvrté v historii, čímž navázalo na roky 1996, 2002 a 2010. Jednalo se o kvalifikační turnaj pro Mistrovství světa 2021. Obhájcem titulu z roku 2018 byla Francie. Ve finále podlehla  Norsku, které si připsalo osmou trofej. Nejužitečnější hráčkou šampionátu byla vyhlášena Francouzka Estelle Nze Minková a nejlepší střelkyní se stala Norka Nora Mørk s 52 vstřelenými brankami. Bronzový kov si odvezlo Chorvatsko po výhře nad Dánskem. Chorvatky tak získaly vůbec první medaili z velkého turnaje. Na předchozích dvou šampionátech obsadily poslední místo. Naopak poražené trojnásobné evropské šampionky z Dánska vybojovaly poslední medaili na ME 2004.

## Dějiště
Šampionát proběhl v arénách dánských měst Herning a Kolding. Norsko z plánovaného spolupořadatelství odstoupilo v důsledku probíhající pandemie covidu-19. Norská házenkářská federace nejdříve 9. září 2020 oznámila, že všechny zápasy na norském území plánuje kvůli infekci odehrát v Trondheimu, zatímco Dánský házenkářský svaz 6. listopadu téhož roku avizoval svou polovinu utkání přesunout do Herningu. Norsko z pořadatelství odstoupilo 16. listopadu po zpřísnění proticovidových opatření norskou vládou kvůli nepříznivému vývoji infekce. Dánsko 23. listopadu přesunulo dvě ze čtyř základních fází a jednu čtvrtfinálovou skupinu do arény Sydbank v Koldingu.
| Herning          | Frederikshavn Herning Oslo Stavanger Trondheim Kolding Pořadatelská města ME v házené žen 2020 · Norsko pořadatelství zrušilo a Dánsko dějiště upravilo | Oslo                  |
| ---------------- | --- | --------------------- |
| Jyske Bank Boxen | Frederikshavn Herning Oslo Stavanger Trondheim Kolding Pořadatelská města ME v házené žen 2020 · Norsko pořadatelství zrušilo a Dánsko dějiště upravilo | Telenor Arena         |
| kapacita: 15 000 | Frederikshavn Herning Oslo Stavanger Trondheim Kolding Pořadatelská města ME v házené žen 2020 · Norsko pořadatelství zrušilo a Dánsko dějiště upravilo | kapacita: 15 000      |
|                  | Frederikshavn Herning Oslo Stavanger Trondheim Kolding Pořadatelská města ME v házené žen 2020 · Norsko pořadatelství zrušilo a Dánsko dějiště upravilo |                       |
| Kolding          | Frederikshavn Herning Oslo Stavanger Trondheim Kolding Pořadatelská města ME v házené žen 2020 · Norsko pořadatelství zrušilo a Dánsko dějiště upravilo | Trondheim             |
| Sydbank Arena    | Frederikshavn Herning Oslo Stavanger Trondheim Kolding Pořadatelská města ME v házené žen 2020 · Norsko pořadatelství zrušilo a Dánsko dějiště upravilo | Trondheim Spektrum    |
| kapacita: 5 100  | Frederikshavn Herning Oslo Stavanger Trondheim Kolding Pořadatelská města ME v házené žen 2020 · Norsko pořadatelství zrušilo a Dánsko dějiště upravilo | kapacita: 8 000       |
|                  | Frederikshavn Herning Oslo Stavanger Trondheim Kolding Pořadatelská města ME v házené žen 2020 · Norsko pořadatelství zrušilo a Dánsko dějiště upravilo |                       |
| Frederikshavn    | Frederikshavn Herning Oslo Stavanger Trondheim Kolding Pořadatelská města ME v házené žen 2020 · Norsko pořadatelství zrušilo a Dánsko dějiště upravilo | Stavanger             |
| Arena Nord       | Frederikshavn Herning Oslo Stavanger Trondheim Kolding Pořadatelská města ME v házené žen 2020 · Norsko pořadatelství zrušilo a Dánsko dějiště upravilo | Stavanger Idrettshall |
| kapacita: 2 800  | Frederikshavn Herning Oslo Stavanger Trondheim Kolding Pořadatelská města ME v házené žen 2020 · Norsko pořadatelství zrušilo a Dánsko dějiště upravilo | kapacita: 7 000       |
|                  | Frederikshavn Herning Oslo Stavanger Trondheim Kolding Pořadatelská města ME v házené žen 2020 · Norsko pořadatelství zrušilo a Dánsko dějiště upravilo |                       |

## Kvalifikované týmy
Plánovaná kvalifikace byla kvůli koronavirové pandemii zrušena. O účasti rozhodlo konečné pořadí na předchozím Mistrovství Evropy 2018.
| Stát                                      | způsob kvalifikování | datum          | předchozí účasti | předchozí účasti                                                             |
| ----------------------------------------- | -------------------- | -------------- | ---------------- | ---------------------------------------------------------------------------- |
| Dánsko                                    | pořadatel            | 20. září 2014  | 13x              | 1994, 1996, 1998, 2000, 2002, 2004, 2006, 2008, 2010, 2012, 2014, 2016, 2018 |
| Norsko                                    | plánovaný pořadatel  | 20. září 2014  | 13x              | 1994, 1996, 1998, 2000, 2002, 2004, 2006, 2008, 2010, 2012, 2014, 2016, 2018 |
| Francie                                   | konečné pořadí 2018  | 24. dubna 2020 | 10x              | 2000, 2002, 2004, 2006, 2008, 2010, 2012, 2014, 2016, 2018                   |
| Rusko                                     | konečné pořadí 2018  | 24. dubna 2020 | 13x              | 1994, 1996, 1998, 2000, 2002, 2004, 2006, 2008, 2010, 2012, 2014, 2016, 2018 |
| Nizozemsko                                | konečné pořadí 2018  | 24. dubna 2020 | 7x               | 1998, 2002, 2006, 2010, 2014, 2016, 2018                                     |
| Rumunsko                                  | konečné pořadí 2018  | 24. dubna 2020 | 12x              | 1994, 1996, 1998, 2000, 2002, 2004, 2008, 2010, 2012, 2014, 2016, 2018       |
| Švédsko                                   | konečné pořadí 2018  | 24. dubna 2020 | 11x              | 1994, 1996, 2002, 2004, 2006, 2008, 2010, 2012, 2014, 2016, 2018             |
| Maďarsko                                  | konečné pořadí 2018  | 24. dubna 2020 | 13x              | 1994, 1996, 1998, 2000, 2002, 2004, 2006, 2008, 2010, 2012, 2014, 2016, 2018 |
| Černá Hora                                | konečné pořadí 2018  | 24. dubna 2020 | 5x               | 2010, 2012, 2014, 2016, 2018                                                 |
| Německo                                   | konečné pořadí 2018  | 24. dubna 2020 | 13x              | 1994, 1996, 1998, 2000, 2002, 2004, 2006, 2008, 2010, 2012, 2014, 2016, 2018 |
| Srbsko                                    | konečné pořadí 2018  | 24. dubna 2020 | 7x               | 2006, 2008, 2010, 2012, 2014, 2016, 2018                                     |
| Španělsko                                 | konečné pořadí 2018  | 24. dubna 2020 | 10x              | 1998, 2002, 2004, 2006, 2008, 2010, 2012, 2014, 2016, 2018                   |
| Slovinsko                                 | konečné pořadí 2018  | 24. dubna 2020 | 6x               | 2002, 2004, 2006, 2010, 2016, 2018                                           |
| Polsko                                    | konečné pořadí 2018  | 24. dubna 2020 | 6x               | 1996, 1998, 2006, 2014, 2016, 2018                                           |
| Česko                                     | konečné pořadí 2018  | 24. dubna 2020 | 6x               | 1996, 1998, 2006, 2014, 2016, 2018                                           |
| Chorvatsko                                | konečné pořadí 2018  | 24. dubna 2020 | 10x              | 1994, 1996, 2004, 2006, 2008, 2010, 2012, 2014, 2016, 2018                   |
| tučně – mistr Evropy, kurziva – pořadatel |                      |                |                  |                                                                              |

## Rozlosování
Rozlosování se uskutečněno v poledne 18. června 2020 v rakouském hlavním městě Vídni.

### Nasazení
K oznámení nasazení týmů dle výkonnostních košů došlo 7. května 2020.
| - Francie - Rusko - Nizozemsko - Rumunsko | - Norsko - Švédsko - Maďarsko - Dánsko | - Černá Hora - Německo - Srbsko - Španělsko | - Slovinsko - Polsko - Česko - Chorvatsko |

## Týmy
Každý z 16 reprezentačních výběrů mohl na zápasovou soupisku zapsat 16 hráček. V důsledku koronavirové pandemie, a rizika většího množství pozitivně testovaných, bylo každému týmu během turnaje umožněno nahradit libovolný počet házenkářek, z původně plánovaného limitu šesti výměn.

## Rozhodčí
Na mistrovství Evropy bylo 9. října 2020 původně vybráno 10 dvojic rozhodčích. Litevky a Polky se do šampionátu zapojily po odehrání základních skupin.
| Rozhodčí            | Rozhodčí                                     |
| ------------------- | -------------------------------------------- |
| Bosna a Hercegovina | Vesna Balvanová Tatjana Praštalová           |
| Černá Hora          | Jelena Mitrovićová Anđelina Kažanegrová      |
| Dánsko              | Karina Christiansenová Line Hansenová        |
| Francie             | Charlotte Bonaventuraová Julie Bonaventurová |
| Litva               | Viktorija Kijauskaitė Aušra Žalienė          |
| Polsko              | Małgorzata Lidacká Urszula Lesiaková         |

| Rozhodčí    | Rozhodčí                                 |
| ----------- | ---------------------------------------- |
| Portugalsko | Vânia Sáová Marta Sáová                  |
| Rakousko    | Ana Vranesová Marlis Wenningerová        |
| Rumunsko    | Cristina Năstaseová Simona Stancuová     |
| Rusko       | Viktorija Alpajdzeová Taťana Berezkinová |
| Řecko       | Ioanna Christidiová Ioanna Papamattheou  |
| Srbsko      | Vanja Antićová Jelena Jakovljevićová     |

## Základní skupiny
Čas utkání je uváděn v místním středoevropském pásmu (UTC+1).

### Skupina A
| Poř. | tým        | Z | V | R | P | VB | OB | +/− | B | výsledek              |
| ---- | ---------- | - | - | - | - | -- | -- | --- | - | --------------------- |
| 1.   | Francie    | 3 | 3 | 0 | 0 | 74 | 60 | +14 | 6 | postup do čtvrtfinále |
| 2.   | Dánsko     | 3 | 2 | 0 | 1 | 78 | 65 | +13 | 4 | postup do čtvrtfinále |
| 3.   | Černá Hora | 3 | 1 | 0 | 2 | 68 | 77 | −9  | 2 | postup do čtvrtfinále |
| 4.   | Slovinsko  | 3 | 0 | 0 | 3 | 65 | 83 | −18 | 0 | vyřazení              |

Zápasy
| 4. prosince 2020 18:15 | Francie        | 24–23   | Černá Hora                    | Jyske Bank Boxen, Herning Rozhodčí: Sáová, Sáová (POR) |
| 4. prosince 2020 18:15 | čtyři hráčky 3 | (11–12) | Mehmedovićová, Radičevićová 5 | Jyske Bank Boxen, Herning Rozhodčí: Sáová, Sáová (POR) |
| 4. prosince 2020 18:15 | 1×             | souhrn  | 6×                            | Jyske Bank Boxen, Herning Rozhodčí: Sáová, Sáová (POR) |

| 4. prosince 2020 20:30 | Dánsko      | 30–23   | Slovinsko               | Jyske Bank Boxen, Herning Rozhodčí: Antićová, Jakovljevićová (SRB) |
| 4. prosince 2020 20:30 | Nolsøeová 6 | (14–12) | Lazovićová, Ljepojová 5 | Jyske Bank Boxen, Herning Rozhodčí: Antićová, Jakovljevićová (SRB) |
| 4. prosince 2020 20:30 | 5× 1×       | souhrn  | 5× 2×                   | Jyske Bank Boxen, Herning Rozhodčí: Antićová, Jakovljevićová (SRB) |

| 6. prosince 2020 18:15 | Slovinsko             | 17–27  | Francie                     | Jyske Bank Boxen, Herning Rozhodčí: Christidiová, Papamattheou (GRE) |
| 6. prosince 2020 18:15 | Grosová, Lazovićová 4 | (6–12) | Lacrabèreová, Nze Minková 7 | Jyske Bank Boxen, Herning Rozhodčí: Christidiová, Papamattheou (GRE) |
| 6. prosince 2020 18:15 | 5×                    | souhrn | 8× 1×                       | Jyske Bank Boxen, Herning Rozhodčí: Christidiová, Papamattheou (GRE) |

| 6. prosince 2020 20:30 | Černá Hora                   | 19–28   | Dánsko       | Jyske Bank Boxen, Herning Rozhodčí: Năstaseová, Stancuová (ROU) |
| 6. prosince 2020 20:30 | Radičevićová, Ramusovićová 4 | (11–13) | tři hráčky 4 | Jyske Bank Boxen, Herning Rozhodčí: Năstaseová, Stancuová (ROU) |
| 6. prosince 2020 20:30 | 1×                           | souhrn  | 2×           | Jyske Bank Boxen, Herning Rozhodčí: Năstaseová, Stancuová (ROU) |

| 8. prosince 2020 18:15 | Černá Hora     | 26–25  | Slovinsko | Jyske Bank Boxen, Herning Rozhodčí: M. Sáová, V. Sáová (POR) |
| 8. prosince 2020 18:15 | Radičevićová 9 | (15–9) | Grosová 7 | Jyske Bank Boxen, Herning Rozhodčí: M. Sáová, V. Sáová (POR) |
| 8. prosince 2020 18:15 | 2×             | souhrn | 2×        | Jyske Bank Boxen, Herning Rozhodčí: M. Sáová, V. Sáová (POR) |

| 8. prosince 2020 20:30 | Francie              | 23–20   | Dánsko       | Jyske Bank Boxen, Herning Rozhodčí: Năstaseová, Stancuová (ROU) |
| 8. prosince 2020 20:30 | Kanorová, Zaadiová 5 | (12–11) | tři hráčky 4 | Jyske Bank Boxen, Herning Rozhodčí: Năstaseová, Stancuová (ROU) |
| 8. prosince 2020 20:30 | 4× 1×                | souhrn  | 2× 1×        | Jyske Bank Boxen, Herning Rozhodčí: Năstaseová, Stancuová (ROU) |

### Skupina B
| Poř. | tým       | Z | V | R | P | VB | OB | +/− | B | výsledek              |
| ---- | --------- | - | - | - | - | -- | -- | --- | - | --------------------- |
| 1.   | Rusko     | 3 | 3 | 0 | 0 | 85 | 70 | +15 | 6 | postup do čtvrtfinále |
| 2.   | Švédsko   | 3 | 1 | 1 | 1 | 76 | 76 | 0   | 3 | postup do čtvrtfinále |
| 3.   | Španělsko | 3 | 1 | 1 | 1 | 72 | 78 | −6  | 3 | postup do čtvrtfinále |
| 4.   | Česko     | 3 | 0 | 0 | 3 | 69 | 78 | −9  | 0 | vyřazení              |

Zápasy
| 3. prosince 2020 18:15 | Rusko          | 31–22   | Španělsko    | Jyske Bank Boxen, Herning Rozhodčí: Năstaseová, Stancuová (ROU) |
| 3. prosince 2020 18:15 | čtyři hráčky 4 | (13–11) | tři hráčky 4 | Jyske Bank Boxen, Herning Rozhodčí: Năstaseová, Stancuová (ROU) |
| 3. prosince 2020 18:15 | 3× 2×          | souhrn  | 6× 1×        | Jyske Bank Boxen, Herning Rozhodčí: Năstaseová, Stancuová (ROU) |

| 3. prosince 2020 20:30 | Švédsko    | 27–23   | Česko       | Jyske Bank Boxen, Herning Rozhodčí: Antićová, Jakovljevićová (SRB) |
| 3. prosince 2020 20:30 | Blohmová 5 | (13–13) | Jeřábková 8 | Jyske Bank Boxen, Herning Rozhodčí: Antićová, Jakovljevićová (SRB) |
| 3. prosince 2020 20:30 | 7× 1×      | souhrn  | 4×          | Jyske Bank Boxen, Herning Rozhodčí: Antićová, Jakovljevićová (SRB) |

| 5. prosince 2020 18:15 | Česko       | 22–24   | Rusko          | Jyske Bank Boxen, Herning Rozhodčí: Sáová, Sáová (POR) |
| 5. prosince 2020 18:15 | Jeřábková 6 | (13–15) | čtyři hráčky 3 | Jyske Bank Boxen, Herning Rozhodčí: Sáová, Sáová (POR) |
| 5. prosince 2020 18:15 | 3× 2×       | souhrn  | 3× 1×          | Jyske Bank Boxen, Herning Rozhodčí: Sáová, Sáová (POR) |

| 5. prosince 2020 20:30 | Španělsko | 23–23   | Švédsko     | Jyske Bank Boxen, Herning Rozhodčí: Năstaseová, Stancuová (ROU) |
| 5. prosince 2020 20:30 | Penová 6  | (13–10) | Petrénová 8 | Jyske Bank Boxen, Herning Rozhodčí: Năstaseová, Stancuová (ROU) |
| 5. prosince 2020 20:30 | 4× 2× 1×  | souhrn  | 5× 1×       | Jyske Bank Boxen, Herning Rozhodčí: Năstaseová, Stancuová (ROU) |

| 7. prosince 2020 18:15 | Španělsko    | 27–24   | Česko       | Jyske Bank Boxen, Herning Rozhodčí: Antićová, Jakovljevićová (SRB) |
| 7. prosince 2020 18:15 | Martínová 12 | (11–16) | Jeřábková 8 | Jyske Bank Boxen, Herning Rozhodčí: Antićová, Jakovljevićová (SRB) |
| 7. prosince 2020 18:15 | 4× 1×        | souhrn  | 3× 2×       | Jyske Bank Boxen, Herning Rozhodčí: Antićová, Jakovljevićová (SRB) |

| 7. prosince 2020 20:30 | Rusko          | 30–26   | Švédsko           | Jyske Bank Boxen, Herning Rozhodčí: Christidiová, Papamattheou (GRE) |
| 7. prosince 2020 20:30 | Dmitrijevová 6 | (15–13) | Thorleifsdóttir 6 | Jyske Bank Boxen, Herning Rozhodčí: Christidiová, Papamattheou (GRE) |
| 7. prosince 2020 20:30 | 4×             | souhrn  | 1× 4×             | Jyske Bank Boxen, Herning Rozhodčí: Christidiová, Papamattheou (GRE) |

### Skupina C
| Poř. | tým        | Z | V | R | P | VB | OB | +/− | B | výsledek              |
| ---- | ---------- | - | - | - | - | -- | -- | --- | - | --------------------- |
| 1.   | Chorvatsko | 3 | 3 | 0 | 0 | 76 | 71 | +5  | 4 | postup do čtvrtfinále |
| 2.   | Maďarsko   | 3 | 1 | 0 | 2 | 84 | 78 | +6  | 2 | postup do čtvrtfinále |
| 3.   | Nizozemsko | 3 | 0 | 0 | 2 | 78 | 80 | −2  | 2 | postup do čtvrtfinále |
| 4.   | Srbsko     | 3 | 1 | 0 | 2 | 79 | 88 | −9  | 2 | vyřazení              |

Zápasy
| 4. prosince 2020 18:15 | Maďarsko     | 22–24   | Chorvatsko     | Sydbank Arena, Kolding Rozhodčí: Mitrovićová, Kažanegrová (MNE) |
| 4. prosince 2020 18:15 | Klujberová 9 | (12–12) | Mičijevićová 4 | Sydbank Arena, Kolding Rozhodčí: Mitrovićová, Kažanegrová (MNE) |
| 4. prosince 2020 18:15 | 6× 1×        | souhrn  | 3×             | Sydbank Arena, Kolding Rozhodčí: Mitrovićová, Kažanegrová (MNE) |

| 5. prosince 2020 20:30 | Nizozemsko   | 25–29  | Srbsko             | Sydbank Arena, Kolding Rozhodčí: Alpajdzeová, Berezkinová (RUS) |
| 5. prosince 2020 20:30 | Snelderová 5 | (15–9) | Krpež Šlezaková 10 | Sydbank Arena, Kolding Rozhodčí: Alpajdzeová, Berezkinová (RUS) |
| 5. prosince 2020 20:30 | 4× 1×        | souhrn | 1×                 | Sydbank Arena, Kolding Rozhodčí: Alpajdzeová, Berezkinová (RUS) |

| 6. prosince 2020 16:00 | Srbsko             | 26–38   | Maďarsko     | Sydbank Arena, Kolding Rozhodčí: Bonaventurová, Bonaventurová (FRA) |
| 6. prosince 2020 16:00 | Radosavljevićová 5 | (11–20) | Zácsiková 10 | Sydbank Arena, Kolding Rozhodčí: Bonaventurová, Bonaventurová (FRA) |
| 6. prosince 2020 16:00 | 3×                 | souhrn  | 1×           | Sydbank Arena, Kolding Rozhodčí: Bonaventurová, Bonaventurová (FRA) |

| 6. prosince 2020 18:15 | Chorvatsko     | 27–25   | Nizozemsko              | Sydbank Arena, Kolding Rozhodčí: Christiansenová, Hansenová (DEN) |
| 6. prosince 2020 18:15 | L. Kalausová 9 | (13–14) | Abbinghová, Dulferová 5 | Sydbank Arena, Kolding Rozhodčí: Christiansenová, Hansenová (DEN) |
| 6. prosince 2020 18:15 | 4× 1×          | souhrn  | 4× 3×                   | Sydbank Arena, Kolding Rozhodčí: Christiansenová, Hansenová (DEN) |

| 8. prosince 2020 18:15 | Srbsko            | 24–25   | Chorvatsko  | Sydbank Arena, Kolding Rozhodčí: Christiansenová, Hansenová (DEN) |
| 8. prosince 2020 18:15 | Krpež Šlezaková 5 | (14–14) | Krsniková 6 | Sydbank Arena, Kolding Rozhodčí: Christiansenová, Hansenová (DEN) |
| 8. prosince 2020 18:15 | 3× 1×             | souhrn  | 4× 2×       | Sydbank Arena, Kolding Rozhodčí: Christiansenová, Hansenová (DEN) |

| 8. prosince 2020 20:30 | Nizozemsko  | 28–24   | Maďarsko     | Sydbank Arena, Kolding Rozhodčí: C. Bonaventurová, J. Bonaventurová (FRA) |
| 8. prosince 2020 20:30 | Dulferová 8 | (13–15) | tři hráčky 4 | Sydbank Arena, Kolding Rozhodčí: C. Bonaventurová, J. Bonaventurová (FRA) |
| 8. prosince 2020 20:30 | 2× 1×       | souhrn  | 1×           | Sydbank Arena, Kolding Rozhodčí: C. Bonaventurová, J. Bonaventurová (FRA) |

### Skupina D
| Poř. | tým      | Z | V | R | P | VB  | OB | +/− | B | výsledek              |
| ---- | -------- | - | - | - | - | --- | -- | --- | - | --------------------- |
| 1.   | Norsko   | 3 | 3 | 0 | 0 | 105 | 65 | +40 | 6 | postup do čtvrtfinále |
| 2.   | Německo  | 3 | 1 | 1 | 1 | 66  | 82 | −16 | 3 | postup do čtvrtfinále |
| 3.   | Rumunsko | 3 | 1 | 0 | 2 | 67  | 74 | −7  | 2 | postup do čtvrtfinále |
| 4.   | Polsko   | 3 | 0 | 1 | 2 | 67  | 84 | −17 | 1 | vyřazení              |

Zápasy
| 3. prosince 2020 18:00 | Rumunsko   | 19–22   | Německo      | Sydbank Arena, Kolding Rozhodčí: Bonaventurová, Bonaventurová (FRA) |
| 3. prosince 2020 18:00 | Neaguová 4 | (10–13) | tři hráčky 4 | Sydbank Arena, Kolding Rozhodčí: Bonaventurová, Bonaventurová (FRA) |
| 3. prosince 2020 18:00 | 6× 1×      | souhrn  | 2× 1×        | Sydbank Arena, Kolding Rozhodčí: Bonaventurová, Bonaventurová (FRA) |

| 3. prosince 2020 20:30 | Norsko             | 35–22   | Polsko   | Sydbank Arena, Kolding Rozhodčí: Christidiová, Papamattheou (GRE) |
| 3. prosince 2020 20:30 | Mørk, Reistadová 6 | (17–13) | Gęgová 6 | Sydbank Arena, Kolding Rozhodčí: Christidiová, Papamattheou (GRE) |
| 3. prosince 2020 20:30 | 6×                 | souhrn  | 6× 3×    | Sydbank Arena, Kolding Rozhodčí: Christidiová, Papamattheou (GRE) |

| 5. prosince 2020 16:00 | Polsko      | 24–28   | Rumunsko   | Sydbank Arena, Kolding Rozhodčí: Christiansenová, Hansenová (DEN) |
| 5. prosince 2020 16:00 | Rosiaková 7 | (15–11) | Neaguová 8 | Sydbank Arena, Kolding Rozhodčí: Christiansenová, Hansenová (DEN) |
| 5. prosince 2020 16:00 | 3× 1×       | souhrn  | 2×         | Sydbank Arena, Kolding Rozhodčí: Christiansenová, Hansenová (DEN) |

| 5. prosince 2020 18:15 | Německo             | 23–42   | Norsko  | Sydbank Arena, Kolding Rozhodčí: Mitrovićová, Kažanegrová (MNE) |
| 5. prosince 2020 18:15 | Bölková, Smitsová 4 | (14–22) | Mørk 12 | Sydbank Arena, Kolding Rozhodčí: Mitrovićová, Kažanegrová (MNE) |
| 5. prosince 2020 18:15 | 5×                  | souhrn  | 3× 1×   | Sydbank Arena, Kolding Rozhodčí: Mitrovićová, Kažanegrová (MNE) |

| 7. prosince 2020 18:15 | Německo   | 21–21  | Polsko      | Sydbank Arena, Kolding Rozhodčí: Alpajdzeová, Berezkinová (RUS) |
| 7. prosince 2020 18:15 | Zapfová 4 | (9–8)  | Rosiaková 4 | Sydbank Arena, Kolding Rozhodčí: Alpajdzeová, Berezkinová (RUS) |
| 7. prosince 2020 18:15 | 6× 1×     | souhrn | 3× 1×       | Sydbank Arena, Kolding Rozhodčí: Alpajdzeová, Berezkinová (RUS) |

| 7. prosince 2020 20:30 | Rumunsko    | 20–28   | Norsko      | Sydbank Arena, Kolding Rozhodčí: Mitrovićová, Kažanegrová (MNE) |
| 7. prosince 2020 20:30 | Ostaseová 6 | (13–13) | Herremová 6 | Sydbank Arena, Kolding Rozhodčí: Mitrovićová, Kažanegrová (MNE) |
| 7. prosince 2020 20:30 | 3×          | souhrn  | 2×          | Sydbank Arena, Kolding Rozhodčí: Mitrovićová, Kažanegrová (MNE) |

## Čtvrtfinálové skupiny
Týmům byly započteny body, které získaly s dalšími postupujícími celky v základních skupinách.

### Skupina I
| Poř. | tým        | Z | V | R | P | VB  | OB  | +/− | B | výsledek             |
| ---- | ---------- | - | - | - | - | --- | --- | --- | - | -------------------- |
| 1.   | Francie    | 5 | 4 | 1 | 0 | 132 | 121 | +11 | 9 | postup do semifinále |
| 2.   | Dánsko     | 5 | 4 | 0 | 1 | 136 | 111 | +25 | 8 | postup do semifinále |
| 3.   | Rusko      | 5 | 3 | 1 | 1 | 136 | 129 | +7  | 7 | zápas o 5. místo     |
| 4.   | Černá Hora | 5 | 1 | 1 | 3 | 122 | 127 | −5  | 3 | vyřazení             |
| 5.   | Španělsko  | 5 | 0 | 2 | 3 | 120 | 140 | −20 | 2 | vyřazení             |
| 6.   | Švédsko    | 5 | 0 | 1 | 4 | 121 | 139 | −18 | 1 | vyřazení             |

Zápasy
| 10. prosince 2020 18:15 | Černá Hora      | 23–24   | Rusko        | Jyske Bank Boxen, Herning Rozhodčí: Antićová, Jakovljevićová (SRB) |
| 10. prosince 2020 18:15 | Despotovićová 7 | (13–13) | tři hráčky 4 | Jyske Bank Boxen, Herning Rozhodčí: Antićová, Jakovljevićová (SRB) |
| 10. prosince 2020 18:15 | 3× 1×           | souhrn  | 3× 1×        | Jyske Bank Boxen, Herning Rozhodčí: Antićová, Jakovljevićová (SRB) |

| 10. prosince 2020 20:30 | Francie        | 26–25   | Španělsko   | Jyske Bank Boxen, Herning Rozhodčí: Lidacká, Lesiaková (POL) |
| 10. prosince 2020 20:30 | Lacrabèreová 5 | (16–10) | Martínová 9 | Jyske Bank Boxen, Herning Rozhodčí: Lidacká, Lesiaková (POL) |
| 10. prosince 2020 20:30 | 3× 1×          | souhrn  | 3× 1×       | Jyske Bank Boxen, Herning Rozhodčí: Lidacká, Lesiaková (POL) |

| 11. prosince 2020 18:15 | Francie                          | 28–28   | Rusko        | Jyske Bank Boxen, Herning Rozhodčí: M. Sáová, V. Sáová (POR) |
| 11. prosince 2020 18:15 | Nze Minková, Sercien-Ugolinová 5 | (16–19) | tři hráčky 5 | Jyske Bank Boxen, Herning Rozhodčí: M. Sáová, V. Sáová (POR) |
| 11. prosince 2020 18:15 | 5× 2×                            | souhrn  | 4× 3×        | Jyske Bank Boxen, Herning Rozhodčí: M. Sáová, V. Sáová (POR) |

| 11. prosince 2020 20:30 | Dánsko        | 24–22   | Švédsko           | Jyske Bank Boxen, Herning Rozhodčí: Kijauskaitė, Žalienė (LTU) |
| 11. prosince 2020 20:30 | Tranborgová 6 | (13–12) | Thorleifsdóttir 4 | Jyske Bank Boxen, Herning Rozhodčí: Kijauskaitė, Žalienė (LTU) |
| 11. prosince 2020 20:30 | 5× 1×         | souhrn  | 5× 1×             | Jyske Bank Boxen, Herning Rozhodčí: Kijauskaitė, Žalienė (LTU) |

| 13. prosince 2020 18:15 | Černá Hora      | 31–25   | Švédsko    | Jyske Bank Boxen, Herning Rozhodčí: Lidacká, Lesiaková (POL) |
| 13. prosince 2020 18:15 | Radičevićová 11 | (16–10) | Blohmová 8 | Jyske Bank Boxen, Herning Rozhodčí: Lidacká, Lesiaková (POL) |
| 13. prosince 2020 18:15 | 3× 2×           | souhrn  | 3×         | Jyske Bank Boxen, Herning Rozhodčí: Lidacká, Lesiaková (POL) |

| 13. prosince 2020 20:30 | Dánsko   | 34–24   | Španělsko      | Jyske Bank Boxen, Herning Rozhodčí: Năstaseová, Stancuová (ROU) |
| 13. prosince 2020 20:30 | Rejová 6 | (17–10) | Fernándezová 4 | Jyske Bank Boxen, Herning Rozhodčí: Năstaseová, Stancuová (ROU) |
| 13. prosince 2020 20:30 | 4×       | souhrn  | 4×             | Jyske Bank Boxen, Herning Rozhodčí: Năstaseová, Stancuová (ROU) |

| 15. prosince 2020 16:00 | Černá Hora     | 26–26   | Španělsko | Jyske Bank Boxen, Herning Rozhodčí: Kijauskaitė, Žalienė (LTU) |
| 15. prosince 2020 16:00 | Radičevićová 7 | (11–17) | Penová 6  | Jyske Bank Boxen, Herning Rozhodčí: Kijauskaitė, Žalienė (LTU) |
| 15. prosince 2020 16:00 | 2× 1×          | souhrn  | 3× 1×     | Jyske Bank Boxen, Herning Rozhodčí: Kijauskaitė, Žalienė (LTU) |

| 15. prosince 2020 18:15 | Francie       | 31–25   | Švédsko      | Jyske Bank Boxen, Herning Rozhodčí: Antićová, Jakovljevićová (SRB) |
| 15. prosince 2020 18:15 | Nze Minková 6 | (14–14) | Gulldénová 5 | Jyske Bank Boxen, Herning Rozhodčí: Antićová, Jakovljevićová (SRB) |
| 15. prosince 2020 18:15 | 1×            | souhrn  | 1× 2×        | Jyske Bank Boxen, Herning Rozhodčí: Antićová, Jakovljevićová (SRB) |

| 15. prosince 2020 20:30 | Dánsko       | 30–23  | Rusko          | Jyske Bank Boxen, Herning Rozhodčí: Mitrovićová, Kažanegrová (MNE) |
| 15. prosince 2020 20:30 | Højlundová 7 | (13–9) | Dmitrijevová 9 | Jyske Bank Boxen, Herning Rozhodčí: Mitrovićová, Kažanegrová (MNE) |
| 15. prosince 2020 20:30 | 2×           | souhrn | 4×             | Jyske Bank Boxen, Herning Rozhodčí: Mitrovićová, Kažanegrová (MNE) |

### Skupina II
| Poř. | tým        | Z | V | R | P | VB  | OB  | +/− | B  | výsledek             |
| ---- | ---------- | - | - | - | - | --- | --- | --- | -- | -------------------- |
| 1.   | Norsko     | 5 | 5 | 0 | 0 | 170 | 114 | +56 | 10 | postup do semifinále |
| 2.   | Chorvatsko | 5 | 4 | 0 | 1 | 124 | 123 | +1  | 8  | postup do semifinále |
| 3.   | Nizozemsko | 5 | 3 | 0 | 2 | 141 | 134 | +7  | 6  | zápas o 5. místo     |
| 4.   | Německo    | 5 | 2 | 0 | 3 | 124 | 137 | −13 | 4  | vyřazení             |
| 5.   | Maďarsko   | 5 | 0 | 1 | 4 | 118 | 140 | −22 | 2  | vyřazení             |
| 6.   | Rumunsko   | 5 | 0 | 0 | 5 | 107 | 136 | −29 | 0  | vyřazení             |

Zápasy
| 10. prosince 2020 18:15 | Chorvatsko    | 25–20   | Rumunsko   | Sydbank Arena, Kolding Rozhodčí: Alpajdzeová, Berezkinová (RUS) |
| 10. prosince 2020 18:15 | Blaževićová 7 | (14–10) | Neaguová 6 | Sydbank Arena, Kolding Rozhodčí: Alpajdzeová, Berezkinová (RUS) |
| 10. prosince 2020 18:15 | 4× 1×         | souhrn  | 2× 1×      | Sydbank Arena, Kolding Rozhodčí: Alpajdzeová, Berezkinová (RUS) |

| 10. prosince 2020 20:30 | Nizozemsko     | 25–32   | Norsko | Sydbank Arena, Kolding Rozhodčí: Christidiová, Papamattheou (GRE) |
| 10. prosince 2020 20:30 | Malesteinová 5 | (10–16) | Mørk 8 | Sydbank Arena, Kolding Rozhodčí: Christidiová, Papamattheou (GRE) |
| 10. prosince 2020 20:30 | 5× 4×          | souhrn  | 2× 1×  | Sydbank Arena, Kolding Rozhodčí: Christidiová, Papamattheou (GRE) |

| 12. prosince 2020 16:00 | Maďarsko     | 25–32   | Německo   | Sydbank Arena, Kolding Rozhodčí: Christiansenová, Hansenová (DEN) |
| 12. prosince 2020 16:00 | Klujberová 8 | (11–13) | Bölková 5 | Sydbank Arena, Kolding Rozhodčí: Christiansenová, Hansenová (DEN) |
| 12. prosince 2020 16:00 | 1×           | souhrn  | 3×        | Sydbank Arena, Kolding Rozhodčí: Christiansenová, Hansenová (DEN) |

| 12. prosince 2020 18:15 | Chorvatsko     | 25–36   | Norsko       | Sydbank Arena, Kolding Rozhodčí: C. Bonaventurová, J. Bonaventurová (FRA) |
| 12. prosince 2020 18:15 | Mičijevićová 7 | (14–15) | Reistadová 7 | Sydbank Arena, Kolding Rozhodčí: C. Bonaventurová, J. Bonaventurová (FRA) |
| 12. prosince 2020 18:15 | 5× 1×          | souhrn  |              | Sydbank Arena, Kolding Rozhodčí: C. Bonaventurová, J. Bonaventurová (FRA) |

| 14. prosince 2020 18:15 | Nizozemsko   | 28–27   | Německo                        | Sydbank Arena, Kolding Rozhodčí: Alpajdzeová, Berezkinová (RUS) |
| 14. prosince 2020 18:15 | Abbinghová 8 | (14–15) | Behnkeová, Naidzinaviciusová 4 | Sydbank Arena, Kolding Rozhodčí: Alpajdzeová, Berezkinová (RUS) |
| 14. prosince 2020 18:15 | 1×           | souhrn  | 6× 1×                          | Sydbank Arena, Kolding Rozhodčí: Alpajdzeová, Berezkinová (RUS) |

| 14. prosince 2020 20:30 | Maďarsko     | 26–24   | Rumunsko    | Sydbank Arena, Kolding Rozhodčí: Mitrovićová, Kažanegrová (MNE) |
| 14. prosince 2020 20:30 | Schatzlová 7 | (13–14) | Ostaseová 8 | Sydbank Arena, Kolding Rozhodčí: Mitrovićová, Kažanegrová (MNE) |
| 14. prosince 2020 20:30 | 2× 1×        | souhrn  | 3×          | Sydbank Arena, Kolding Rozhodčí: Mitrovićová, Kažanegrová (MNE) |

| 15. prosince 2020 16:00 | Nizozemsko        | 35–24   | Rumunsko  | Sydbank Arena, Kolding Rozhodčí: M. Sáová, V. Sáová (POR) |
| 15. prosince 2020 16:00 | van Weteringová 8 | (16–12) | Laslová 7 | Sydbank Arena, Kolding Rozhodčí: M. Sáová, V. Sáová (POR) |
| 15. prosince 2020 16:00 | 3× 1×             | souhrn  | 1× 2×     | Sydbank Arena, Kolding Rozhodčí: M. Sáová, V. Sáová (POR) |

| 15. prosince 2020 18:15 | Chorvatsko   | 23–20   | Německo      | Sydbank Arena, Kolding Rozhodčí: Christiansenová, Hansenová (DEN) |
| 15. prosince 2020 18:15 | Debelićová 6 | (12–12) | Maidhofová 9 | Sydbank Arena, Kolding Rozhodčí: Christiansenová, Hansenová (DEN) |
| 15. prosince 2020 18:15 | 5× 1×        | souhrn  | 5× 1×        | Sydbank Arena, Kolding Rozhodčí: Christiansenová, Hansenová (DEN) |

| 15. prosince 2020 20:30 | Maďarsko       | 21–32  | Norsko | Sydbank Arena, Kolding Rozhodčí: Christidiová, Papamattheou (GRE) |
| 15. prosince 2020 20:30 | Kovacsicsová 7 | (9–17) | Mørk 7 | Sydbank Arena, Kolding Rozhodčí: Christidiová, Papamattheou (GRE) |
| 15. prosince 2020 20:30 | 3×             | souhrn | 1×     | Sydbank Arena, Kolding Rozhodčí: Christidiová, Papamattheou (GRE) |

## Finálová fáze
|  | Semifinále | Semifinále | Semifinále |  |  | Finále           | Finále           | Finále           |
|  |            |            |            |  |  |                  |                  |                  |
|  |            | Francie    | 30         |  |  |                  |                  |                  |
|  |            | Chorvatsko | 19         |  |  |                  |                  |                  |
|  |            |            |            |  |  |                  | Francie          | 20               |
|  |            |            |            |  |  |                  | Norsko           | 22               |
|  |            | Norsko     | 27         |  |  |                  |                  |                  |
|  |            | Dánsko     | 24         |  |  | Zápas o 3. místo | Zápas o 3. místo | Zápas o 3. místo |
|  |            |            |            |  |  |                  | Chorvatsko       | 25               |
|  |            |            |            |  |  |                  | Dánsko           | 19               |

### Zápas o 5. místo
| 18. prosince 2020 15:30 | Rusko         | 33–27   | Nizozemsko    | Jyske Bank Boxen, Herning Rozhodčí: M. Sáová, V. Sáová (POR) |
| 18. prosince 2020 15:30 | Věďochinová 6 | (18–13) | Abbinghová 10 | Jyske Bank Boxen, Herning Rozhodčí: M. Sáová, V. Sáová (POR) |
| 18. prosince 2020 15:30 | 3× 2×         | souhrn  | 3× 2×         | Jyske Bank Boxen, Herning Rozhodčí: M. Sáová, V. Sáová (POR) |

### Semifinále
| 18. prosince 2020 18:00 | Francie        | 30–19  | Chorvatsko   | Jyske Bank Boxen, Herning Rozhodčí: Christiansenová, Hansenová (DEN) |
| 18. prosince 2020 18:00 | čtyři hráčky 4 | (15–5) | tři hráčky 3 | Jyske Bank Boxen, Herning Rozhodčí: Christiansenová, Hansenová (DEN) |
| 18. prosince 2020 18:00 | 1×             | souhrn | 2× 1×        | Jyske Bank Boxen, Herning Rozhodčí: Christiansenová, Hansenová (DEN) |

| 18. prosince 2020 20:30 | Norsko | 27–24   | Dánsko   | Jyske Bank Boxen, Herning Rozhodčí: Năstaseová, Stancuová (ROU) |
| 18. prosince 2020 20:30 | Mørk 6 | (10–13) | Rejová 7 | Jyske Bank Boxen, Herning Rozhodčí: Năstaseová, Stancuová (ROU) |
| 18. prosince 2020 20:30 | 1×     | souhrn  | 3× 2×    | Jyske Bank Boxen, Herning Rozhodčí: Năstaseová, Stancuová (ROU) |

### Zápas o 3. místo
| 20. prosince 2020 15:30 | Chorvatsko             | 25–19   | Dánsko                         | Jyske Bank Boxen, Herning Rozhodčí: Mitrovićová, Kažanegrová (MNE) |
| 20. prosince 2020 15:30 | Ježićová, Posavecová 5 | (11–11) | A. M. Hansenová, Tranborgová 4 | Jyske Bank Boxen, Herning Rozhodčí: Mitrovićová, Kažanegrová (MNE) |
| 20. prosince 2020 15:30 | 1×                     | souhrn  | 2× 1×                          | Jyske Bank Boxen, Herning Rozhodčí: Mitrovićová, Kažanegrová (MNE) |

### Finále
| 20. prosince 2020 18:00 | Francie    | 20–22   | Norsko       | Jyske Bank Boxen, Herning Rozhodčí: Alpajdzeová, Berezkinová (RUS) |
| 20. prosince 2020 18:00 | Foppaová 5 | (10–14) | tři hráčky 4 | Jyske Bank Boxen, Herning Rozhodčí: Alpajdzeová, Berezkinová (RUS) |
| 20. prosince 2020 18:00 | 3× 1×      | souhrn  | 3×           | Jyske Bank Boxen, Herning Rozhodčí: Alpajdzeová, Berezkinová (RUS) |

## Konečné pořadí
| Poř.                                                                                    | tým        |
| --------------------------------------------------------------------------------------- | ---------- |
| Zlatá medaile                                                                           | Norsko     |
| Stříbrná medaile                                                                        | Francie    |
| Bronzová medaile                                                                        | Chorvatsko |
| 4.                                                                                      | Dánsko     |
| 5.                                                                                      | Rusko      |
| 6.                                                                                      | Nizozemsko |
| 7.                                                                                      | Německo    |
| 8.                                                                                      | Černá Hora |
| 9.                                                                                      | Španělsko  |
| 10.                                                                                     | Maďarsko   |
| 11.                                                                                     | Švédsko    |
| 12.                                                                                     | Rumunsko   |
| 13.                                                                                     | Srbsko     |
| 13.                                                                                     | Srbsko     |
| 14.                                                                                     | Polsko     |
| 15.                                                                                     | Česko      |
| 16.                                                                                     | Slovinsko  |
| – postup na MS 2021 – postup na MS 2021 jako obhájce – postup na MS 2021 jako pořadatel |            |

| Mistr Evropy 2020 Norsko osmý titul ___________________________________________ Soupiska: Emily Stang Sandová, Henny Reistadová, Emilie Hegh Arntzenová, Veronica Kristiansenová, Marit Malm Frafjord, Heidi Løkeová, Stine Skograndová, Nora Mørk, Stine Bredal Oftedalová, Malin Auneová, Silje Solbergová, Kari Brattset Daleová, Katrine Lundová, Marit Røsberg Jacobsenová, Camilla Herremová, Sanna Solberg-Isaksenová, Kristine Breistølová, Marta Tomacová, Rikke Granlundová Hlavní trenér: Thorir Hergeirsson. |

### All Star tým
Vyhlášení ideální sestavy turnaje v podobě All Star týmu a nejužitečnější hráčky proběhlo 20. prosince 2020.
| Nejužitečnější hráčka turnaje | Nejužitečnější hráčka turnaje    |
| ----------------------------- | -------------------------------- |
| nejužitečnější hráčka         | Estelle Nze Minková (FRA)        |
| Nejlepší obránkyně            |                                  |
| nejlepší obránkyně            | Line Haugstedová (DEN)           |
| All Star tým                  |                                  |
| Pozice                        | hráčka                           |
| brankářka                     | Sandra Toftová (DEN)             |
| levé křídlo                   | Camilla Herremová (NOR)          |
| levá spojka                   | Vladlena Bobrovnikovová (RUS)    |
| střední spojka                | Stine Bredalová Oftedalová (NOR) |
| pravá spojka                  | Nora Mørk (NOR)                  |
| pravé křídlo                  | Jovanka Radičevićová (MNE)       |
| pivot                         | Ana Debelićová (CRO)             |

## Statistiky turnaje
| Nejlepší střelkyně                 | Nejlepší střelkyně      | Nejlepší střelkyně | Nejlepší střelkyně | Nejlepší střelkyně | Nejlepší střelkyně |
| Poř.                               | střelkyně               | tým                | branek             | střel              | %                  |
| ---------------------------------- | ----------------------- | ------------------ | ------------------ | ------------------ | ------------------ |
| 1.                                 | Nora Mørk               | Norsko             | 52                 | 70                 | 74                 |
| 2.                                 | Jovanka Radičevićová    | Černá Hora         | 39                 | 58                 | 67                 |
| 3.                                 | Lois Abbinghová         | Nizozemsko         | 35                 | 67                 | 52                 |
| 3.                                 | Ćamila Mičijevićová     | Chorvatsko         | 35                 | 67                 | 52                 |
| 5.                                 | Mia Rejová              | Dánsko             | 33                 | 49                 | 67                 |
| 5.                                 | Camilla Herremová       | Norsko             | 33                 | 47                 | 70                 |
| 7.                                 | Carmen Martínová        | Španělsko          | 32                 | 45                 | 71                 |
| 8.                                 | Alexandra Lacrabèreová  | Francie            | 31                 | 45                 | 69                 |
| 8.                                 | Stine Bredal Oftedalová | Norsko             | 31                 | 59                 | 53                 |
| 10.                                | Katrin Klujberová       | Maďarsko           | 30                 | 52                 | 58                 |
| Aktualizováno k 20. prosinci 2020. |                         |                    |                    |                    |                    |

| Nejlepší brankářky                 | Nejlepší brankářky   | Nejlepší brankářky | Nejlepší brankářky | Nejlepší brankářky | Nejlepší brankářky |
| Poř.                               | brankářka            | tým                | %                  | zákroků            | střel              |
| ---------------------------------- | -------------------- | ------------------ | ------------------ | ------------------ | ------------------ |
| 1.                                 | Silje Solbergová     | Norsko             | 41                 | 36                 | 88                 |
| 2.                                 | Cléopâtre Darleuxová | Francie            | 38                 | 41                 | 107                |
| 2.                                 | Branka Zecová        | Slovinsko          | 38                 | 13                 | 34                 |
| 2.                                 | Katrine Lundeová     | Norsko             | 38                 | 45                 | 119                |
| 5.                                 | Petra Kudláčková     | Česko              | 36                 | 42                 | 116                |
| 5.                                 | Tea Pijevićová       | Chorvatsko         | 36                 | 79                 | 221                |
| 7.                                 | Sandra Toftová       | Dánsko             | 35                 | 75                 | 214                |
| 7.                                 | Althea Reinhardtová  | Dánsko             | 35                 | 24                 | 69                 |
| 9.                                 | Denisa Deduová       | Rumunsko           | 34                 | 30                 | 87                 |
| 10.                                | Iulia Dumanská       | Rumunsko           | 32                 | 34                 | 105                |
| 10.                                | Amandine Leynaudová  | Francie            | 32                 | 50                 | 157                |
| Aktualizováno k 20. prosinci 2020. |                      |                    |                    |                    |                    |